# Batodon
Batodon is een geslacht van uitgestorven zoogdieren behorend tot de Eutheria dat tijdens het Laat-Krijt in Noord-Amerika leefde. 

## Taxonomie
De precieuze indeling van Batodon is onduidelijk. Classificatie bij de Palaeoryctidae, Cimolestidae of Geolabididae, een familie van uitgestorven echte insectivoren, worden gesuggereerd in studies.

## Fossiele vondsten
Fossielen van Batodon zijn gevonden in Canada en de Verenigde Staten en dateren uit het Maastrichtien. De Canadese vondsten zijn gedaan in de Scollard-formatie in Alberta en de Frenchman-formatie in Saskatchewan. In de Verenigde Staten zijn fossielen gevonden in de Hell Creek-formatie in Montana en de Lance-formatie in Wyoming. Batodon leefde samen met dinosauriërs zoals Tyrannosaurus en Triceratops.

## Kenmerken
Batodon is de kleinst bekende Mesozoïsche vertegenwoordiger van de Eutheria en met een geschat gewicht van 5 gram was het zo groot als een kleine spitsmuis.